# 谢列布良卡 (阿穆尔州)
謝列布良卡（羅馬化：Serebryanka）是俄罗斯阿穆尔州斯沃博德内区的一个村莊。截至2018年，村莊人口为237人，並有3条街道。

## 地理
謝列布良卡位于區行政中心斯沃博德内以西32公里处，距離中俄邊境約66公里。